# Egotel de Salvadori
L'egotel de Salvadori (Aegotheles affinis) és una espècie d'ocell de la família dels egotèlids (Aegothelidae) que alguns autors han separat recentment d'Aegotheles bennettii, arran treballs coma ara Dumbacher et al 2003. Habita a l'est i nord-oest de Nova Guinea.